# Lucien Vidi
Lucien Vidie (1805, Nantes – April 1866, Nantes) va ser un físic francès. Al 1844 va inventar la càpsula de Vidie millorant la mesura de la pressió, els manòmetres, els baròmetres i el barògrafs, que son dispositius per mesurar i enregistrar la pressió, dintre de la família dels baròmetres aneroides.